# Straßenradsport-Weltmeisterschaften/Vierer-Mannschaftszeitfahren der Frauen
Das Vierer-Mannschaftszeitfahren der Frauen war ein Wettbewerb für Nationalmannschaften bei den Straßenradsport-Weltmeisterschaften. Die Mannschaften bestanden jeweils aus vier Fahrerinnen, wobei die Zeit nach dem Eintreffen der dritten Fahrerin gemessen wurde. Die ausgefahrene Distanz betrug üblicherweise 50 Kilometer.
Der Wettbewerb wurde 1987 bei der WM eingeführt, nachdem er bei den Männer-Amateuren schon seit 1962 Bestand gehabt hatte. Anders als deren Wettbewerb war diese Disziplin bei den Frauen nie olympisch. Wie die anderen Team-Wettbewerbe wurde das Frauen-Teamzeitfahren 1994 abgeschafft und durch das Einzelzeitfahren abgelöst.
2012 wurde erneut ein Mannschaftszeitfahren bei der WM eingeführt, dann jedoch als Sechser-Mannschaftszeitfahren für kommerzielle Radsportteams. Letzteres wurde ab 2019 durch die Mixed-Staffel ersetzt.

## Palmarès
| Jahr | Austragungsort | Gold                                                                                    | Silber                                                                            | Bronze                                                                                   |
| ---- | -------------- | --------------------------------------------------------------------------------------- | --------------------------------------------------------------------------------- | ---------------------------------------------------------------------------------------- |
| 1987 | Villach        | Sowjetunion Nadeschda Kibardina Alla Jakowlewa Tamara Poljakowa Ljubow Pugowitschnikowa | Vereinigte Staaten Inga Thompson Sue Ehlers Jane Marshall Leslie Schenk           | Italien Francesca Galli Roberta Bonanomi Imelda Chiappa Monica Bandini                   |
| 1988 | Ronse          | Italien Monica Bandini Roberta Bonanomi Maria Canins Francesca Galli                    | Sowjetunion Alla Jakowlewa Nadeschda Kibardina Svetlana Rojkova Laima Zilporytė   | Vereinigte Staaten Jeanne Golay Phyllis Hines Jane Marshall Leslie Schenk                |
| 1989 | Chambéry       | Sowjetunion Natalja Meljochina Laima Zilporytė Nadeschda Kibardina Tamara Poljakowa     | Italien Monica Bandini Roberta Bonanomi Maria Canins Francesca Galli              | Frankreich Valérie Simonnet Cécile Odin Catherine Marsal Nathalie Cantet                 |
| 1990 | Utsunomiya     | Niederlande Leontien van Moorsel Monique Knol Cora Westland Astrid Schop                | Vereinigte Staaten Inga Thompson Eve Stephenson Phyllis Hines Maureen Manley      | Sowjetunion Natalja Chipaeva Nadeschda Kibardina Walentina Polchanowa Natalja Meljochina |
| 1991 | Stuttgart      | Frankreich Marion Clignet Nathalie Gendron Cécile Odin Catherine Marsal                 | Niederlande Monique de Bruin Monique Knol Astrid Schop Cora Westland              | Sowjetunion Nina Grinina Nadeschda Kibardina Walentina Polchanowa Aiga Zagorska          |
| 1992 | Benidorm       | Vereinigte Staaten Danute Bankaitis-Davis Janice Bolland Jeanne Golay Eve Stephenson    | Frankreich Cécile Odin Catherine Marsal Jeannie Longo-Ciprelli Corinne Le Gal     | Russland Gulnara Fatkulina Nadeschda Kibardina Natalja Grinina Alexandra Koljassewa      |
| 1993 | Oslo           | Russland Olga Sokolowa Swetlana Bubnenkowa Alexandra Koljassewa Walentina Polchanowa    | Vereinigte Staaten Eve Stephenson Jeanne Golay Janice Bolland Deirdre Demet-Barry | Italien Roberta Bonanomi Alessandra Cappellotto Michela Fanini Fabiana Luperini          |
| 1994 | Palermo        | Russland Olga Sokolowa Swetlana Bubnenkowa Walentina Polchanowa Alexandra Koljassewa    | Litauen Jolanta Polikevičiūtė Rasa Polikevičiūtė Diana Žiliūtė Liuda Triabaitė    | Vereinigte Staaten Deirdre Demet-Barry Eve Stephenson Jeanne Golay Alison Dunlap         |

## Medaillenspiegel
| Platz | Land               | Gold | Silber | Bronze | Gesamt |
| ----- | ------------------ | ---- | ------ | ------ | ------ |
| 1     | Sowjetunion        | 2    | 1      | 2      | 5      |
| 2     | Russland           | 2    | 0      | 1      | 3      |
| 3     | Vereinigte Staaten | 1    | 3      | 2      | 6      |
| 4     | Italien            | 1    | 1      | 2      | 4      |
| 5     | Frankreich         | 1    | 1      | 1      | 3      |
| 6     | Niederlande        | 1    | 1      | 0      | 2      |
| 7     | Litauen            | 0    | 1      | 0      | 1      |
| Total | Total              | 8    | 8      | 8      | 24     |